# Rivière des Anglais
Der Rivière des Anglais (französisch; in Kanada) oder English River (englisch; in den USA) ist ein rechter Nebenfluss des Rivière Châteauguay im US-Bundesstaat New York und in der kanadischen Provinz Québec.

## Flusslauf
Der Rivière des Anglais hat seinen Ursprung in der Nähe von Churubusco im Clinton County im Norden des US-Bundesstaats New York. Er fließt in östlicher Richtung parallel zur kanadischen Grenze. Schließlich wendet sich der Fluss nach Norden. Er überquert die Grenze nach Kanada und durchfließt die MRC Le Haut-Saint-Laurent in überwiegend nördlicher Richtung. Etwa 7 km flussabwärts von der Staatsgrenze überquert die Route 202 den Rivière des Anglais. Bei Saint-Chrysostome mündet der Rivière Noire linksseitig in den Fluss.
Ab Saint-Chrysostome verläuft die Route 203 entlang dem rechten Flussufer. Der Rivière des Anglais nimmt den Ruisseau Norton rechtsseitig auf und passiert die Gemeinde Howick. Schließlich erreicht der Fluss den Rivière Châteauguay. Die Route 138 überquert den Fluss unmittelbar vor dessen Mündung. Der Rivière des Anglais hat eine Länge von etwa 65 km – davon die Hälfte in den USA. Das Einzugsgebiet umfasst ungefähr 650 km².